# Соня Роси
Соня Роси (на английски: Sonia Rossi) е псевдоним на италианска писателка на произведения в жанра автобиография и документалистика.

## Биография и творчество
Според обявената биография, Соня Роси е родена през 1982 или 1983 г. (според различните източници) в Южна Италия, в семейство от средната класа.
През 2001 г. се мести в Берлин и започва да следва математика. Тъй като не е германка, не получава държавна стипендия в Германия и трябва да се издържа сама. Първоначално работи като сервитьорка, а впоследствие работи като проститутка, докато учи. Дейността ѝ като проститутка започва с разголване пред камера на еротичен чат и продължава с работа в различни заведения – масажен салон в Нойкьолн, нудистки клуб в Шарлотенбург, и в някои публични домове извън Берлин.
През 2008 г., четири години след началото на работата ѝ като проститутка, е издадена книгата ѝ „Fucking Берлин. Историята на една студентка и проститутка“. В нея дава по-достоверна картина за секс индустрията, бизнес като много други, в които има конкуренция, секс за пари и борба за оцеляване, но и приятелство и неподправени човешки взаимоотношения. Книгата става бестселър и тя се появи в интервюта, носейки слънчеви очила и перука с цел анонимност. През 2016 г. книгата е екранизирана във филма „Fucking Berlin“ с участието на Свеня Юнг, Матеуш Допиералски и Кристоф Летковски.
След успеха на книгата, тя прекратява кариерата си в секс индустрията и завършва университета. След дипломирането си работи в IT индустрията.
През 2010 г. е издадена книгата ѝ „Dating Berlin. Auf der Jagd nach Mr. Right“ (Срещи в Берлин. В търсене на господин Истински) за търсенето ѝ на партньор чрез онлайн портали и чрез участие в събития за бързи запознанства след кариерата ѝ в секс индустрията, а през 2014 г. книгата ѝ „Kinderwunschtage“ (Дни на фертилността) за преживяното бездетие и усилията ѝ за забременяване.
Соня Роси живее в Берлин с приятеля си и двамата си сина.
Според линк на германската литературна агенция „Симон“ самоличността на писателката е Анаис Майер.

## Произведения
- Fucking Berlin. Studentin und Teilzeithure (2008)
Fucking Берлин. Историята на една студентка и проститутка, изд. „Augusta-Publishing“ (2009), прев. Милена Петкова
- Dating Berlin. Auf der Jagd nach Mr. Right (2010)
- Kinderwunschtage (2014)

### Екранизации
- 2016 Fucking Berlin